# Вилкесон (Вашингтон)
Вилкесон (енгл. Wilkeson) град је у америчкој савезној држави Вашингтон. По попису становништва из 2010. у њему је живело 477 становника.

## Демографија
Према попису становништва из 2010. у граду је живело 477 становника, што је 82 (20,8%) становника више него 2000. године.
| Група             | 2000.       | 2010.       |
| Белци             | 374 (94,7%) | 455 (95,4%) |
| Афроамериканци    | 0 (0,0%)    | 3 (0,6%)    |
| Азијати           | 0 (0,0%)    | 0 (0,0%)    |
| Хиспаноамериканци | 6 (1,5%)    | 16 (3,4%)   |
| Укупно            | 395         | 477         |